# Bad Manners
Bad Manners är ett engelskt ska revival-band som hade nio hits i Storbritannien, bland andra "Just A Feeling", "Special Brew", "Simsom And Delila", "My Girl Lollypop" och "Can Can". Sångaren Buster Bloodvessel (född Douglas Trendle), väckte framför allt genom sitt utseende (stor, rakad skalle, ibland lik en jättebaby) men också genom sin röst stor uppmärksamhet. Bad Manners bildades 1976, dvs redan några år innan den brittiska ska-vågen kom. Bandmedlemmarna träffades redan när de gick tillsammans i grundskolan Woodberry Down nära Manor House i norra London.
Den första LP-skivan, Ska 'n' B spelades in 1978/1979 och släpptes 1980 på Magnet Records. Bandmedlemmarna var Fatty "Buster Bloodvessel" (sång), Andrew Marson (saxofon), Martin Stewart (keyboard), Louise Alphonso (gitarr), Paul Herman (trumpet), Winston Bazoomies (munspel), Brian Tuitt (trummor), David Farren (bas) och Chris Kane (saxofon). LP:n innehöll bland annat låtarna "Fatty Fatty" och "Ne-Ne-Na-Na-Na-Na-Nu-Nu", som blivit något av ett kännetecken för bandet och Buster Bloodvessel och som finns med i alla live-uppträdanden som bandet ger.
Bad Manners gav inte, som flera av de andra ska revival-banden, ut sina album på skivbolaget 2 Tone Records, men hörde likväl till 2 Tone-genren (och den sub-kultur som växte fram). Bandet kom också från London, medan denna, den andra vågen av ska föddes i Coventry och övriga mellersta England. Bad Manners var som mest populärt åren 1979 – 1983 och hade i likhet med andra ska revival-band som The Specials, The Selecter, The Beat, Madness och The Bodysnatchers singlar som klättrade på den brittiska hitlistan under dessa år. Därefter upplöstes de flesta av de brittiska ska-banden (på grund av det växande intresset för andra musikstilar), men Bad Manners fortsatte att spela.
När en tredje "ska-våg" startade när de som tyckte om reggae i Nordamerika i större skala upptäckte musikstilen ska samt rocksteady, gick även de brittiska ska-banden en ny vår till mötes. Från och med 1990 har flera av de brittiska ska-banden i omgångar börjat spela igen, i nya grupperingar och konstellationer Medlemmarna har i flera fall hoppat mellan banden.

## Diskografi
Album
- Ska 'n' B (1980)
- Loonee Tunes! (1980)
- Gosh it's... Bad Manners (1981)
- Forging Ahead (1982)
- Mental Notes (1985)
- Live and Loud (1987)
- Eat the Beat (1988)
- Return of the Ugly (1989)
- Fat Sound (1993)
- Skinhead (1994)
- Heavy Petting (1997)
- Don't Knock the Baldhead (1997)
- Rare and Fatty (1999)
- Stupidity (2003)
- Feel Like Jumping! (2005)
- Ska Party (2005)
- Behaving Badly (2007)
- 15 Years Jubilee (2008)

Singlar (topp 100 på UK Singles Chart)
- "Ne-Ne Na-Na Na-Na Nu-Nu" (1980) (#28)
- "Lip Up Fatty" (1980) (#15)
- "Special Brew" (1980) (#3)
- "Lorraine" (1980) (#21)
- "Just A Feeling" (1981) (#13)
- "Can Can" (1981) (#3)
- "Walking In The Sunshine" (1981) (#10)
- The R'n'B Party Four (EP) (1981) (#34)
- "Got No Brains" (1982) (#44)
- "My Girl Lollipop"[2] (1982) (#9)
- "Samson And Delilah" (1982) (#58)
- "That'll Do Nicely" (1983) (#49)